# Рибки (Мядельський район)
Рибки (біл. вёска Рыбкі) — село в складі Мядельського району Мінської області, Білорусь. Село підпорядковане Нарачанській сільській раді, розташоване в північній частині області.